# Tiril Sjåstad Christiansen
Tiril Sjåstad Christiansen (ur. 7 kwietnia 1995 w Geilo) – norweska narciarka dowolna, specjalizująca się w slopestyle'u i half-pipe'ie. W 2012 roku zdobyła srebrne medale w slopestyle'u na mistrzostwach świata juniorów w Valmalenco i igrzyskach olimpijskich młodzieży w Innsbrucku. W Pucharze Świata zadebiutowała 21 stycznia 2011 roku w Kreischbergu, zajmując czwarte miejsce w half-pipe'ie. Tym samym już w swoim debiucie zdobyła pierwsze pucharowe punkty. Na podium zawodów tego cyklu po raz pierwszy stanęła 9 lutego 2013 roku w Silvaplanie, wygrywając rywalizację w slopestyle'u. Najlepsze wyniki osiągnęła w sezonie 2015/2016, kiedy zajęła trzecie miejsce w klasyfikacji generalnej, a w klasyfikacji slopestyle'u triumfowała. Była też druga w slopestyle'u w sezonach 2012/2013 i 2014/2015.
W 2011 roku wystąpiła na mistrzostwach świata w Deer Valley, gdzie była ósma w slopestyle'u. Na rozgrywanych dwa lata później mistrzostwach świata w Voss była jedenasta. W 2018 roku brała udział w igrzyskach olimpijskich w Pjongczangu, zajmując w tej samej konkurencji dziewiątą pozycję.
Jej starszy brat Vetle Sjåstad Christiansen reprezentuje Norwegię w biathlonie

## Osiągnięcia

### Igrzyska olimpijskie
| Miejsce | Dzień     | Rok  | Miejscowość | Konkurencja | Zwyciężczyni  |
| ------- | --------- | ---- | ----------- | ----------- | ------------- |
| 9.      | 17 lutego | 2018 | Pjongczang  | Slopestyle  | Sarah Höfflin |

### Mistrzostwa świata
| Miejsce | Dzień    | Rok  | Miejscowość | Konkurencja | Zwycięzca           |
| ------- | -------- | ---- | ----------- | ----------- | ------------------- |
| 8.      | 3 lutego | 2011 | Deer Valley | Slopestyle  | Anna Segal          |
| 13.     | 5 lutego | 2011 | Deer Valley | Halfpipe    | Rosalind Groenewoud |
| 11.     | 9 marca  | 2013 | Voss        | Slopestyle  | Kaya Turski         |

### Puchar Świata

#### Miejsca w klasyfikacji generalnej
- sezon 2010/2011: 68.
- sezon 2011/2012: 133.
- sezon 2012/2013: 13.
- sezon 2013/2014: 60.
- sezon 2014/2015: 27.
- sezon 2015/2016: 3.
- sezon 2017/2018: 36.

#### Zwycięstwa w zawodach
1. Silvaplana – 9 lutego 2013 (Halfpipe)
2. Cardrona – 25 sierpnia 2013 (slopestyle)
3. Silvaplana – 14 marca 2015 (slopestyle)
4. Cardrona – 28 sierpnia 2015 (slopestyle)
5. Pjongczang – 20 lutego 2016 (slopestyle)

#### Pozostałe miejsca na podium w zawodach
1. Park City – 27 lutego 2015 (slopestyle) – 3. miejsce
2. Boston – 12 lutego 2016 (Big Air) – 3. miejsce
3. Font-Romeu – 23 grudnia 2017 (slopestyle) – 3. miejsce
4. Mammoth Mountain – 20 stycznia 2018 (slopestyle) – 1. miejsce